# Eduardo Falú
Eduardo Falú (7. července 1923 – 9. srpna 2013) byl argentinský kytarista a hudební skladatel. Narodil se v malé vesnici El Galpón poblíž města San José de Metán imigrantům ze Sýrie. Na kytaru začal hrát ve svých jedenácti letech. S hudbou profesionálně začal ve čtyřicátých letech. Mezi jeho největší hity patřily písně „La tonada del viejo amor“, „Zamba de la Candelaria“ a „La Caspi Corral“. Zemřel v Córdobě ve svých devadesáti letech.